# Doddamaskal, Magadi
Doddamaskal là một làng thuộc tehsil Magadi, huyện Ramanagara, bang Karnataka, Ấn Độ.